# Roger Clark (attore)
Roger Clark (Belleville, 14 luglio 1978) è un attore statunitense, noto per aver dato la voce e la motion capture ad Arthur Morgan nel videogioco Red Dead Redemption II.

## Biografia
Nato nel New Jersey e cresciuto in Irlanda, Roger Clark ha lasciato l'isola per studiare all'Università di Glamorgan in Galles. Dopo aver recitato in film e serie TV, ha riscontrato particolare successo nel 2018, quando ha dato la voce ad Arthur Morgan nel videogioco Red Dead Redemption II. Questo ruolo gli ha fruttato una vittoria ai Game Awards per il migliore doppiaggio, nonché candidature ai New York Game Awards, agli NAVGTR Awards e ai British Academy Video Games Awards.

## Filmografia

### Attore

#### Cinema
- A Midsummer Night's Dream, regia di Julie Taymor (2014)

#### Televisione
- The Wild West – serie TV, episodio 1x01 (2007)
- Thor & Loki: Blood Brothers – serie TV, 2 episodi (2011)
- Zero Hour – serie TV, episodio 1x04 (2013)

#### Videogiochi
- Shellshock 2: Blood Trails (2009)
- Red Dead Redemption II - voce e motion capture (2018)
- Fort Solis (2023)

## Riconoscimenti
- British Academy Video Games Awards
  - 2019 – Candidatura per la miglior performance per Red Dead Redemption II[6]

- The Game Awards
  - 2018 – Miglior performance per Red Dead Redemption II[7]